# 크록: 레전드 오브 더 고보스
크록: 레전드 오브 더 고보스(Croc: Legend of the Gobbos)는 아르고너트 소프트웨어(Argonaut Software)에서 개발하고 폭스 인터랙티브에서 출시한 1997년 플랫폼 비디오 게임이다. 3D 플랫폼 게임의 초기 사례인 크록은 플레이스테이션, 세가 새턴 및 마이크로소프트 윈도우용으로 출시되었다. 고보밸리(Gobbo Valley)의 가상 환경을 배경으로 하는 크록: 레전드 오브 더 고보스는 사악한 마술사 단테 남작(Baron Dante)으로부터 입양 가족(고보스로 알려진 털복숭이 생물 그룹)을 구하기 위해 나선 크록이라는 어린 악어의 이야기를 따라간다.
이 게임은 아라고너트와 닌텐도 간의 성공적인 관계 직후 개발을 시작했으며, 전자는 스타폭스와 같은 게임에서 3D 다각형 환경을 표시하는 데 사용되는 슈퍼 FX라는 슈퍼 패미컴용 처리 칩을 만들었다. 플레이어가 닌텐도의 슈퍼 마리오 시리즈에서 요시를 제어하는 3D 플랫폼 게임의 프로토타입으로 닌텐도에 처음으로 제시되었지만 결국 닌텐도에 의해 거부되어 관계가 종료되고 아라고너트가 게임을 원래 속성으로 재구성하도록 유도했다. 게임의 캐릭터와 메커니즘은 사이먼 키팅이 최초의 비디오 게임 프로젝트에서 디자인했다. 저스틴 샤보나, 카린 그리핀, 마틴 그윈 존스가 게임의 음악을 작곡했고 조너선 에어리스가 크록의 목소리를 맡았다.
크록: 레전드 오브 더 고보스는 비평가들로부터 평균적인 평가를 받았다. 게임의 비주얼, 음악, 사운드에 대한 칭찬이 있었고, 컨트롤, 카메라, 혁신 부족에 대한 비판이 있었다. 이는 아라고너트의 가장 성공적인 릴리스 중 하나가 되었으며 플레이스테이션용으로 300만 장 이상 판매되었다. 게임의 속편인 크록 2가 1999년에 출시되었다. 게임의 2D 포트는 버투크래프트(Virtucraft)에서 개발하여 2000년 6월 게임보이 컬러용으로 출시되었으며, Natsume Co., Ltd.에서 개발한 속편은 2001년 1월에 출시되었다. 원작 게임의 리마스터 버전은 2025년 1분기에 닌텐도 스위치, 플레이스테이션 4, 플레이스테이션 5, 마이크로소프트 윈도우, 엑스박스 원, 엑스박스 시리즈 X/S에서 출시될 예정이다.

## 평가
| 평가 |                         |
| --- | ----------------------- |
| 통합 점수 통합사 점수 게임랭킹스 79% (PS) [ 1 ] 평론 점수 평론사 점수 EGM 7.5/10 (PS, SAT) [ 2 ] [ 3 ] 게임 인포머 8/10 (PS) [ 4 ] 게임 레볼루션 B (PS/SAT) [ 5 ] 게임스팟 5.8/10 (PS) [ 6 ] 4.2/10 (PC) [ 7 ] IGN 8/10 (PS) [ 8 ] 넥스트 제네레이션 (PS) [ 9 ] PC 게이머 (UK) 73% (PC) [ 10 ] PC 게이머 (US) 68% (PC) [ 11 ] Sega Saturn Magazine 91% (SAT) [ 12 ] |                         |
| 통합 점수 |                         |
| 통합사 | 점수                    |
| 게임랭킹스 | 79% (PS)                |
| 평론 점수 |                         |
| 평론사 | 점수                    |
| EGM | 7.5/10 (PS, SAT)        |
| 게임 인포머 | 8/10 (PS)               |
| 게임 레볼루션 | B (PS/SAT)              |
| 게임스팟 | 5.8/10 (PS) 4.2/10 (PC) |
| IGN | 8/10 (PS)               |
| 넥스트 제네레이션 | (PS)                    |
| PC 게이머 (UK) | 73% (PC)                |
| PC 게이머 (US) | 68% (PC)                |
| Sega Saturn Magazine | 91% (SAT)               |